# 大缅族主义
大缅族主义，又称缅族沙文主义（Burmese chauvinism），是指以缅族为主体民族的大民族主义。这种民族主义思想由来已久，在民族解放与国家独立后，表现尤为明显。1982年，奈温军政府出台的《缅甸公民法》中“六等级身份证制度”的划分被认为是大缅族主义意识的最大体现。文史学者、民革党员唐德鑫认为，相对于印度、中国内地和中国西藏受大乘佛教体系的影响，缅甸的主体民族在保守上座部佛教正统性的基础上产生了一种优越感，成为“大缅族主义”心态的根基，这样的心态也造就了缅族作为主体民族与国内其他民族的摩擦。